# Diphysa sennoides
Diphysa sennoides är en ärtväxtart som beskrevs av George Bentham och Oerst.. Diphysa sennoides ingår i släktet Diphysa och familjen ärtväxter. Inga underarter finns listade i Catalogue of Life.